# Ґеорґ Талльберґ
Ґеорґ Талльберґ (фін. Georg Tallberg, 6 квітня 1961) — фінський яхтсмен.
Учасник Олімпійських Ігор 1980 року.